# 韦默尔斯基兴
韦默尔斯基兴（德語：Wermelskirchen，發音：[ˈvɛʁml̩sˌkɪʁçn̩] ⓘ）是德国北莱茵-威斯特法伦州科隆行政区莱茵-贝格县的城市，面积74.8平方千米，2023年12月31日人口为34,673人。

## 友好城市
韦默尔斯基兴与以下城市结为友好城市：
- 德国 劳西茨地区福斯特（1990年）
- 法國 洛什（1974年）